# معايرة غير مائية
المعايرات في الاوساط اللامائيه Non –aqueos titration هي المعايرات التي تتم في وسط غير الماء وذلك لتفكك اوعدم ذوبان هذه في المواد الماء. تستعمل هذه المعايرات لمعايرة المركبات الشحيحة الذوبان مثل الامينات والكحولات ويتضح من الاسم ان هذه المعايرات تجرى في وسط خال تماما من الماء وذلك لان الماء متردد له صفه قاعدية ضعيفة حيث يتفاعل مع حمض البيروكلوريك HClO4 وهو المادة الشائعة الاستخدام في مثل هذا النوع من المعايرات.
- المذيبات اللامائية:- المذيب اللامائي يعرف على أنه أي وسط سائل غير الماء له القدرة على إذابة العديد من المركبات ويسمح بالتفاعلات الكيميائية.[2]

إذا كان مذيب المادة المعايرة مختلفاً عن مذيب العينة المراد تحليلها، ادى ذلك إلى اختلاط المذيبين أثنا المعايرة، ونتج عن ذلك مخلوط بخواص تسوية شبيهة بخواص المذيب الأكثر قدرة على التسوية مما يؤدي إلى إضعاف مدى المعايرة لذلك يستخدم مذيب واحد للمادة المعايرة والعينة. كلما كانت الأحماض أو القواعد المعايرة قوية كان منحنى المعايرة أكثر وضوحاً. يجب تحضير مذيبات خالية من الرطوبة. تحفظ المواد المعايرة بعيداًعن الماء وغاز ثاني اكسيد الكربون.يجب ان تكون الزجاجات المستخدمة جافة.
- سبب استخدام المعايرات اللامائية:-

1. كثرة المركبات العضوية التي لاتذوب في الماء.
2. لايمكن معايرة الأحماض والقواعد الضعيفة جداً (التي لها قيم Ka و Kb 2 أقل من 10-7) كمياً في وسط مائي.

- إن أقوى الأحماض والقواعد في الماء هي أيونات الهيدرونيوم والهيدروكسيل على التوالي.وتجدر الإشارة هنا إلى صعوبة اشتقاق تعابير كمية تصف الاتزان في المحاليل اللامائية وتعد هذه إحدى العقبات التي تحدد استخدام معايرات الأحماض والقواعد في وسط لا مائي.

نستطيع القول ان تعادل قاعده مع حمض في عدم وجود الماء يتم كالتالي:-
BOH + CH3ONa → BO-Na+ + CH3OH

## نظرية

### تفاعلات حمض - قاعدة
وتقول النظرية أن الماء له سلوكين على حد سواء حمض ضعيف وقاعدة ضعيفة، وبالتالي، في البيئة مائي، ضعيفة جدا يمكن أن تتنافس بشكل فعال مع الأحماض الضعيفة والقواعد بخصوص هبة البروتون والقبول، كما هو مبين أدناه:
H2O + H+ ⇌ H3O+
يكتمل مع RNH2 + H+ ⇌ RNH3+
أو
H2O + B ⇌ OH− + BH+
يكتمل مع ROH + B ⇌ RO− + BH+
| HB  | ⇌ | H+     | + | B−    |
| حمض | ⇌ | بروتون | + | قاعدة |

### المذيبات العضوية
مختلف المذيبات العضوية التي يمكن استخدامها لتحل محل الماء لأنها منافسة أقل فعالية مع الحليلة للتبرع بالبروتون أو القبول.

## المذيبات غير المائية المستخدمة
مذيب بروتيتش

## أهم المعايرات اللامائية
معايرات الأحماض والقواعد في الاوساط اللامائية:- من المعتاد أن تكون تفاعلات التعادل سريعة وكمية وعلية فليس من الغريب أن تكون هذه التفاعلات أساسا ًلكثير من الطرق المستخدمة لتعيين المواد العضوبة كمياً ومن الممكن ان تتم تفاعلات التعادل العضوية هذه مباشرة أو غير مباشرة.

## المشعرات البصرية
وفيما يلي بعض المشعرات الشائعة الاستعمال:
| الدليل أو المشعر                                  | تغيير اللون       | تغيير اللون  | تغيير اللون    |
| ------------------------------------------------- | ----------------- | ------------ | -------------- |
|                                                   | قاعدي             | متعادل       | حمضي           |
| بنفسج بلوري (0.5 في المائة حامض الخليك الجليدي)   | بنفسجي            | أزرق-أخضر    | أصفر-أخضر      |
| α-نفثولبنزين (0.2 في المائة حامض الخليك الجليدي)  | أزرق أو أزرق-أخضر | برتقالي      | داكن-أخضر      |
| Oracet Blue B (0.5 في المائة حامض الخليك الجليدي) | أزرق              | أحمر ارجواني | وردي           |
| Quinaldine Red (0.1 في المائة ميثانول)            | أرجواني           |              | شبه عديم اللون |

## وصلات خارجية
- Nonaqueous Acid-Base Titrations, Hardy Research Group, Department of Chemistry,

جامعة اكرون